# Telenor
Telenor — норвезька телекомунікаційна компанія, один з провідних міжнародних інвесторів у секторі мобільного зв'язку. Штаб-квартира — в прилеглому до Осло районі Форнебу. Була одним з основних власників російського VimpelCom Ltd до 2022 р. 54% компанії належить Норвегії.